# (68218) Nealgalt
(68218) Nealgalt (2001 CO31) – planetoida z pasa głównego asteroid okrążająca Słońce w ciągu 5,29 lat w średniej odległości 3,03 j.a. Odkryta 12 lutego 2001 roku.